# Igreja Matriz São João Berchmans
A Igreja Matriz São João Berchmans é a igreja matriz do município de São João do Oeste, no estado brasileiro de Santa Catarina e considerada o cartão postal da cidade.
A primeira capela de São João foi construída no local onde atualmente está instalada a casa canônica, em janeiro de 1934, e inaugurada em março do mesmo ano. A construção era de madeira bruta, sem pintura e foi comandada pelo padre Theodor Treiss, numa época em que havia apenas doze famílias residindo em São João.
A atual igreja teve o seu planejamento iniciado em 1943 sob a coordenação do padre Theodor Treiss, e a efetiva construção começou em 1945, tendo a inauguração ocorrido em 1948. Em 1951, São João foi elevada à categoria de paróquia pelo então bispo de Palmas Dom Carlos Eduardo Saboia Bandeira de Melo.
O primeiro sino foi colocado em cima de uma armação de madeira ao lado da primeira capela; porém, com a construção da nova igreja, o sino foi colocado dentro da torre, sendo mais tarde vendido para a comunidade de Medianeira. Em 1956, a comunidade de São João adquiriu dois novos sinos diretamente da Alemanha.
A igreja matriz recebe constantemente melhorias para garantir sua boa manutenção e a conservação das suas características marcantes.